# 陈塘镇 (蒙山县)
陈塘镇，是中华人民共和国广西壮族自治区梧州市蒙山县下辖的一个乡镇级行政单位。

## 行政区划
陈塘镇下辖以下地区：
陈塘社区、陈塘村、下漂村、罗应村、福利村、沙灵村、青州村、寺村、大莫村和朝垌村。